# ラドゥ・レベヤ
ラドゥ・レベヤ（Radu Rebeja、1973年6月8日 - ）は、モルドバ出身の元サッカー選手。ポジションはミッドフィルダー。モルドバ代表として1991年から2008年まで記録した74キャップは同代表の歴代最多だった。
ロシアではFCモスクワでキャプテンを務めるなど活躍した。2008年に現役引退した後は、モルドバサッカー協会の副会長となっている。

## 所属クラブ
- FCジンブル・キシナウ 1991-1999
- ウララン・エリスタ 1999-2000
- サトゥルン・ラメンスコーエ 2001-2003
- FCモスクワ 2004-2008
- FCヒムキ 2008